# Puremédias
 (avril 2024).
Puremédias, anciennement imédias puis Ozap, est un site web français consacré à l'actualité des médias et du divertissement, notamment audiovisuel.

## Historique
imedias.biz a été créé en décembre 2002 sous la forme d'un webzine bimensuel en hébergement gratuit chez le fournisseur d'accès à Internet Free.
En novembre 2004, le site se transforme en un portail média, proposant notamment des brèves (notamment sur les résultats d'audiences), des articles et des interviews. En septembre 2005 s'ajoute à l'actualité du cinéma.
En septembre 2006, une nouvelle version est lancée, avec notamment un système de fiches sur des films, des séries, des émissions ou des personnalités du monde des médias.
En septembre 2007, en mettant en place une rédaction permanente, imedias.biz s'associe avec Cyréalis.
En avril 2008, imedias.biz devient Ozap.com. La maquette du site évolue et le contenu est réparti en quatre rubriques : « médias », « cinéma », « musique » et « séries ». Outre ses nombreuses fiches, Ozap.com entend aussi développer l'interactivité avec ses lecteurs et de nouveaux services (programmes de télévision, horaire de cinéma, comparateur de prix puis pré-écoute de titres musicaux ou encore bandes-annonces de films). En juin 2010, une nouvelle version du site est lancée avec une nouvelle présentation voulant notamment accorder davantage de place aux images.
En janvier 2011, Ozap change de nom à la suite de l'arrivée dans son capital du groupe Webedia pour devenir Puremédias.
Début mai 2017, Puremédias lance une nouvelle version de son site web adoptant une nouvelle identité visuelle ainsi que des nouvelles fonctionnalités.

### Identité visuelle

Logos de Puremédias
Logo de septembre 2002 à septembre 2003.
Logo de septembre 2003 à octobre 2004.
Logo d'octobre 2004 à janvier 2005.
Logo de janvier 2005 à septembre 2005.
Logo de septembre 2005 à septembre 2007.
Logo de septembre 2007 à avril 2008.
Logo d'avril 2008 à août 2009.
Logo d'août 2009 à janvier 2011.
Logo de janvier 2011 à mai 2017.
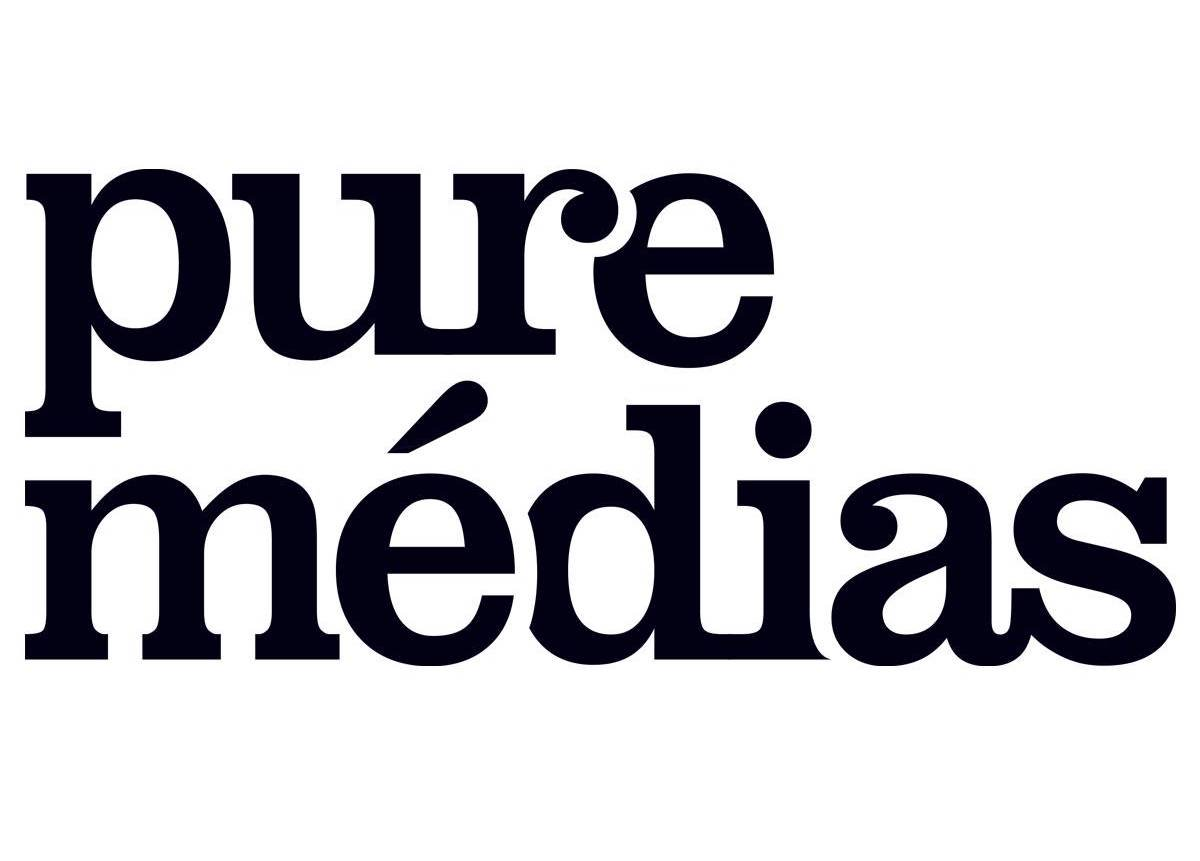
Logo de mai 2017 à septembre 2024.
Logo de Puremédias depuis septembre 2024.

### Slogans
- Novembre 2004 : « Imédias, en long. en large. en décryptage. »[réf. souhaitée]
- 2004 - 2006 : « Imédias, toujours + de médias »
- 2006 - 2008 : « Imédias, toujours plus de médias »
- 2008 - août 2009 : « Ozap par imédias »
- Août 2009 - juin 2010 : « Ozap ils en parlent tous »
- Juin 2010 - janvier 2011 : « Ozap : buzz et actu TV »[8]
- À partir de janvier 2011 : « Puremédias by Ozap : Buzz et Actu TV »
- À partir de janvier 2020 : «Toute l'actualité des professionnels des médias en continu ! »

### L'équipe
- Rédacteur en chef[9] : Benjamin Rabier
- Journalistes : Ludovic Galtier Lloret, Léa Stassinet
- Anciens membres : Charles Decant (ex-rédacteur en chef), Julien Bellver (Quotidien), Julien Lalande (C8), Julien Mielcarek (BFMTV), Benoît Daragon (Le Parisien), Kevin Boucher, Pierre Dezeraud, Christophe Gazzano (Télé Loisirs) et Florian Guadalupe

## Capital
Ozap.com est édité par « la Boîte à News », qui est détenue à 50 % par les journalistes fondateurs et à 50 % par Cyréalis, absorbé au printemps 2008 par M6net, une filiale du groupe M6.
En décembre 2010, « d'un commun accord » entre les fondateurs du site et le groupe M6, le groupe Webedia, éditeur du site Purepeople notamment, prend la place de M6net dans l'actionnariat du site.

## Concurrence avec le blog de Jean-Marc Morandini
Ozap.com est le principal concurrent du blog de l'animateur Jean-Marc Morandini, lui aussi spécialisé sur les informations sur les médias.
En mars 2008, Jean-Marc Morandini annonce sur son blog qu'il engage une action en justice contre Raphaëlle Ricci, la professeure de Star Academy ayant eu sur W9 des mots très durs à l'encontre de l'animateur, qui l'avait critiquée à de multiples reprises sur son blog. Il réclame également 20 000 euros à imedias.biz, qui avait mis en ligne une vidéo de cette intervention, pour les « préjudices moral et professionnel subis », alors que parallèlement, il n'attaque ni la chaîne qui diffuse les propos de Raphaëlle Ricci ni l'ensemble des sites internet qui reprennent l'intervention.
En avril 2008, Jean-Marc Morandini accuse le site de partialité, car il fait partie de Cyréalis, qui vient d'être racheté par le groupe M6, lui-même détenu par RTL Group qui possède par ailleurs la station RTL, concurrente d'Europe 1, pour laquelle il travaille. [réf. souhaitée] « Cela n'a bien sûr aucun lien avec les charges régulières que l'on peut lire sur le forum de ce site contre Europe 1 ou contre les animateurs de cette radio... », ironise l'animateur.
En janvier 2009, Ozap.com annonce avoir attiré 909 000 visiteurs uniques au mois de novembre 2008 selon Médiamétrie/Nielsen, ce qui place le site derrière Programme-tv.net et Programme.tv mais devant le blog de Jean-Marc Morandini dont il est le principal concurrent [réf. souhaitée]. Évoquant des « informations erronées » bien que d'autres médias aient confirmé cette information,, Jean-Marc Morandini affirme quant à lui être toujours « le premier blog média de France ». Médiamétrie précisera que l'animateur « mélange [...] des chiffres qui ne sont pas comparables » en utilisant à son avantage deux chiffres calculés selon des méthodes différentes et en septembre 2009, convaincue en première instance de « concurrence déloyale » pour utilisation « [d']affirmations inexactes et de chiffres mensongers », la société éditrice de son blog est condamnée à verser 5 000 euros à Ozap.com pour couvrir les frais de justice,. Jean-Marc Morandini fait appel de cette décision. Fin 2009, il affirme être « très largement numéro un face à [se]s concurrents », avec près d'1,4 million de visiteurs uniques par mois. En janvier 2012, peu avant le jugement en appel, un accord à l'amiable est trouvé entre les deux sites. Le blog de Jean-Marc Morandini publie un communiqué « Nous avions à l’époque commis une confusion involontaire entre les chiffres [de] deux interfaces, et rectifions aujourd’hui notre erreur, à la demande de notre concurrent, auquel nous présentons nos excuses » et verse 5 000 euros de dommages et intérêts au propriétaire d'Ozap.